# Phelsuma robertmertensi
Phelsuma robertmertensi is een hagedis die behoort tot de gekko's. Het is een van de soorten madagaskardaggekko's uit het geslacht Phelsuma.

## Naam en indeling
De wetenschappelijke naam van de soort werd voor het eerst voorgesteld door Harald Meier in 1980. De soortaanduiding robertmertensi is een eerbetoon aan de Russische herpetoloog Robert Mertens (1894 - 1975).

## Uiterlijke kenmerken
Phelsuma robertmertensi bereikt een kopromplengte tot 5 centimeter en een totale lichaamslengte inclusief staart tot 11 cm. De hagedis heeft een grijsbruine kleur en heeft een vage tekening met opvallende strepen. Het aantal schubbenrijen op het midden van het lichaam bedraagt 75 tot 86.

## Verspreiding en habitat

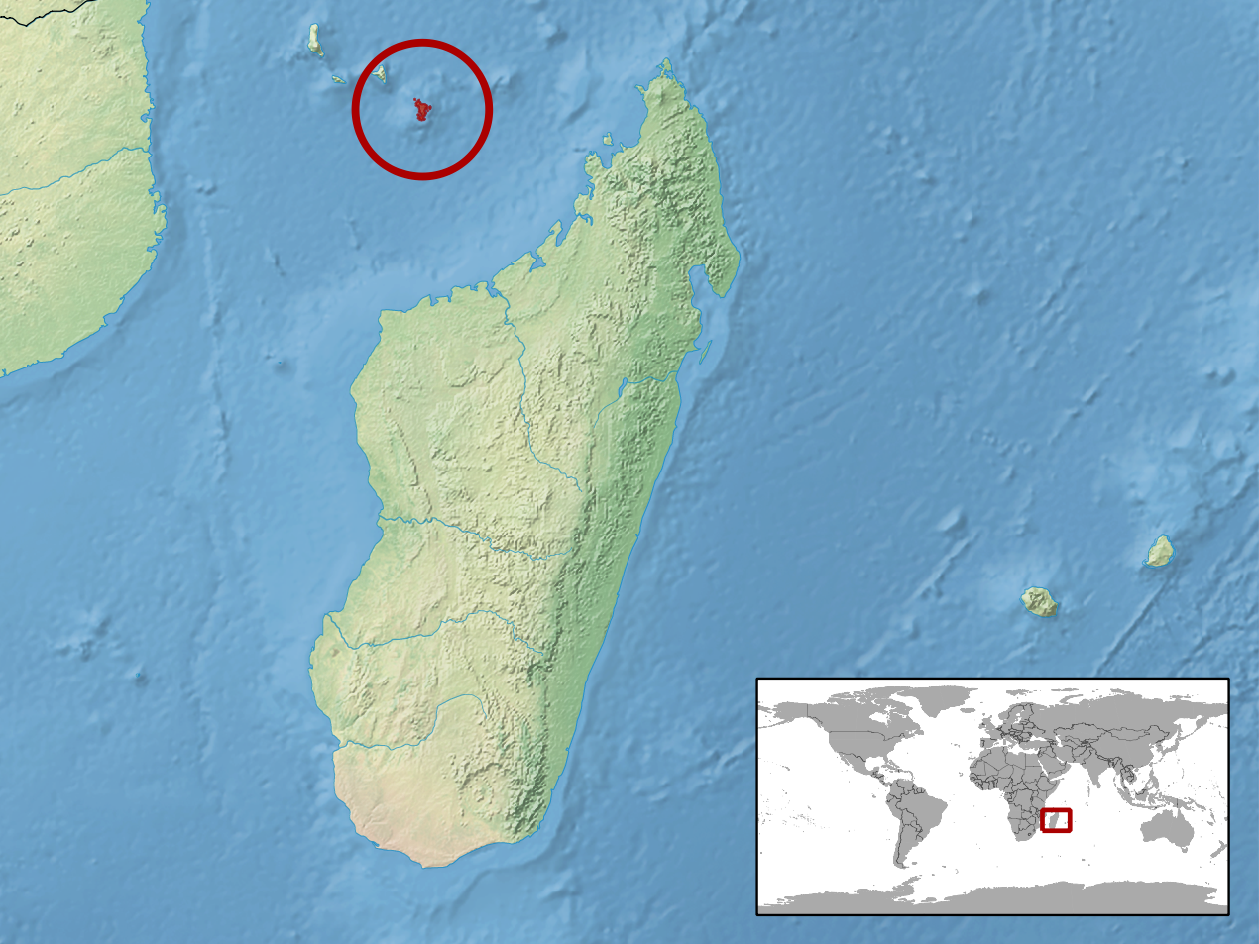
Verspreidingsgebied in het rood.

Phelsuma robertmertensi komt voor in delen van Afrika en leeft endemisch op de Comoren en meer specifiek het eiland Mayotte. De habitat bestaat uit droge tropische en subtropische bossen en tropische en subtropische mangroven. Ook in door de mens aangepaste streken zoals plantages en aangetaste bossen kan de hagedis worden gevonden. De soort is aangetroffen op een hoogte van ongeveer zes tot 564 meter boven zeeniveau.

## Beschermingsstatus
Door de internationale natuurbeschermingsorganisatie IUCN is de beschermingsstatus 'bedreigd' toegewezen (Endangered of EN).